# Улица Жака Дюкло
Улица Жа́ка Дюкло́ (Ольгинская улица до 1975 года) — улица в Санкт-Петербурге. Пролегает между улицей Курчатова и Лиственной улицей, прерывается на территории лесопарка Сосновки, являясь его центральной аллеей; имеет пересечения с Яковской улицей, Воронцовым переулком, Светлановским проспектом и улицей Витковского.

## История

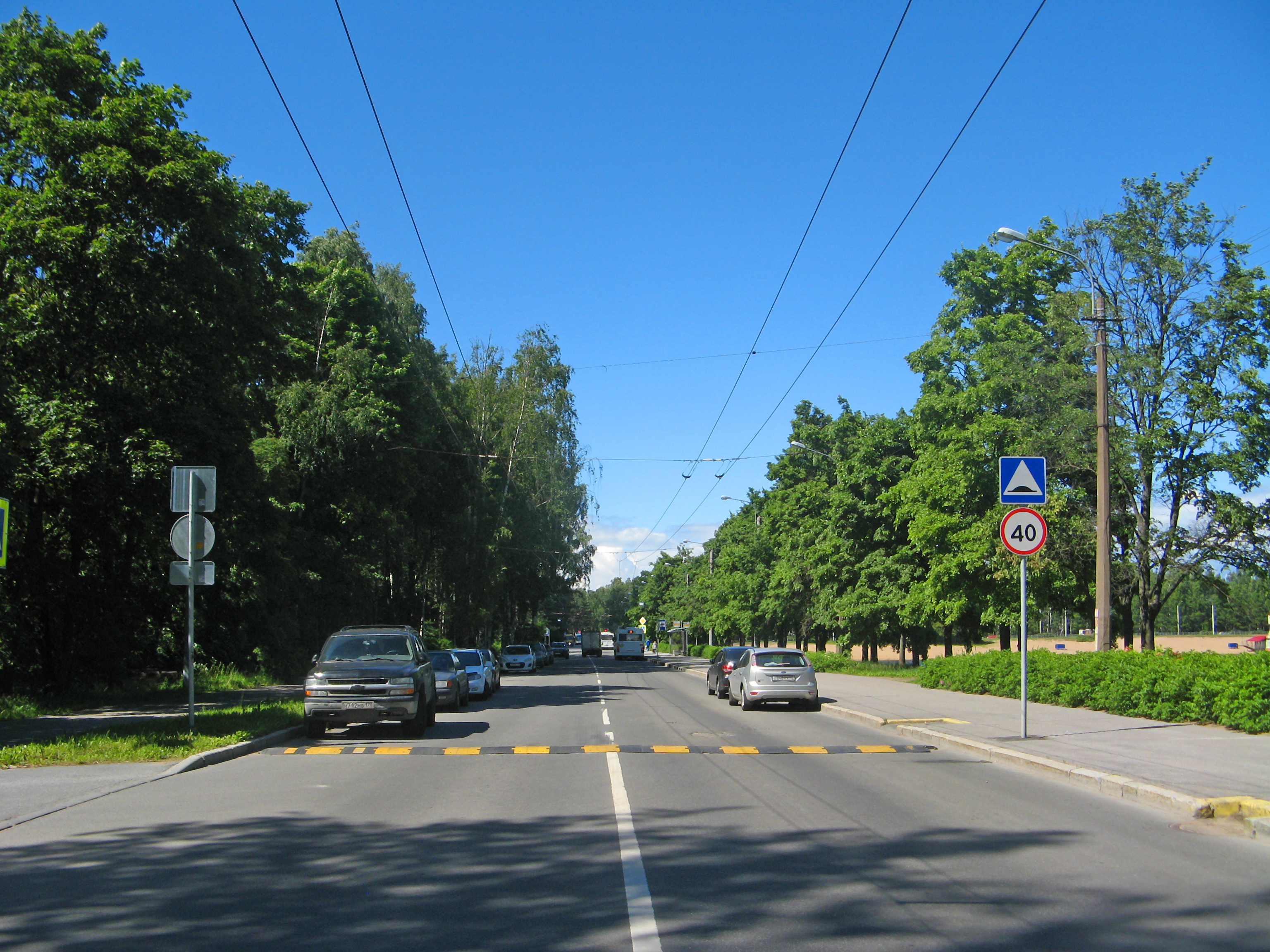
Вид в сторону Светлановского проспекта у Ольгинского пруда

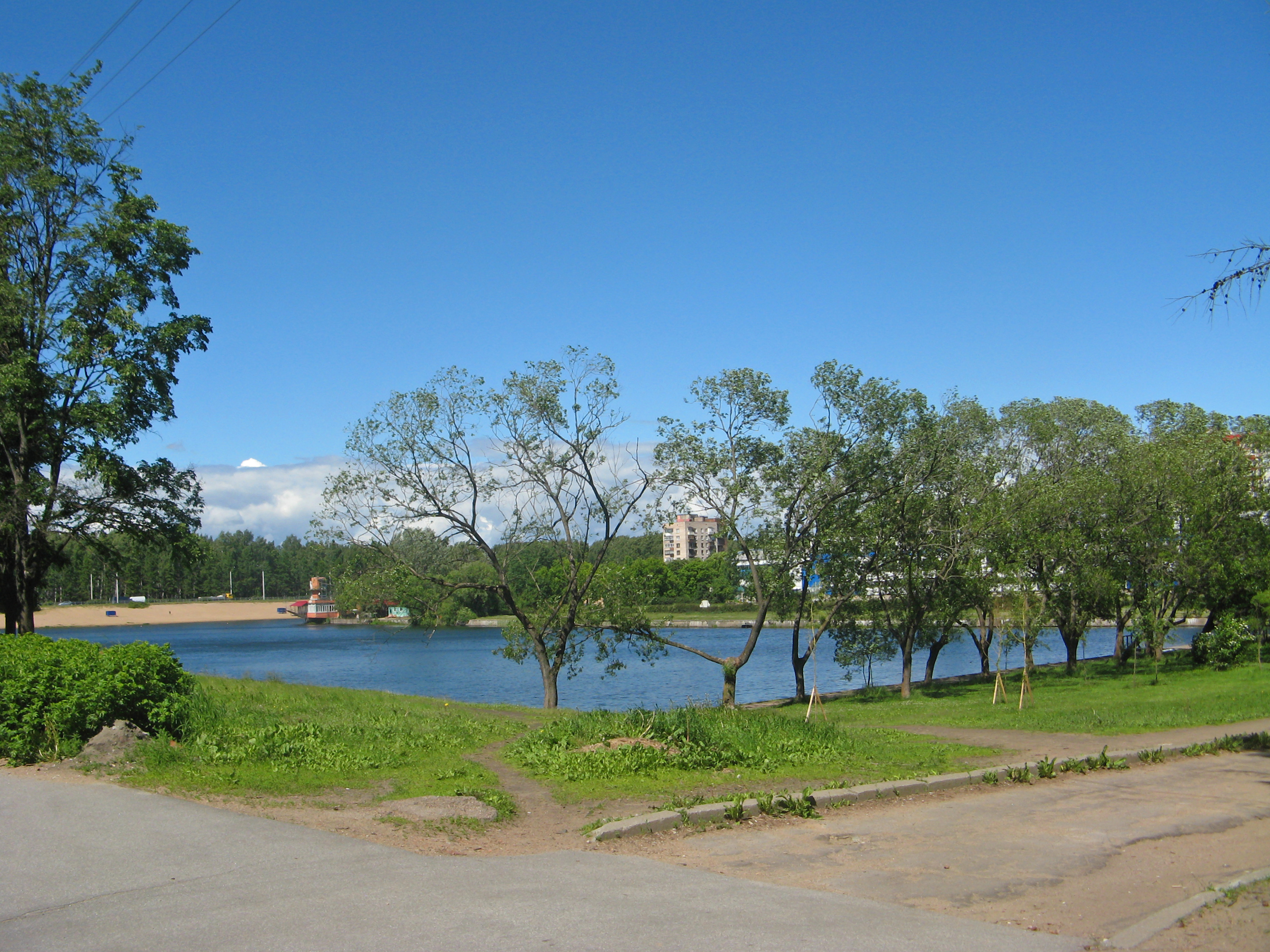
Ольгинский пруд

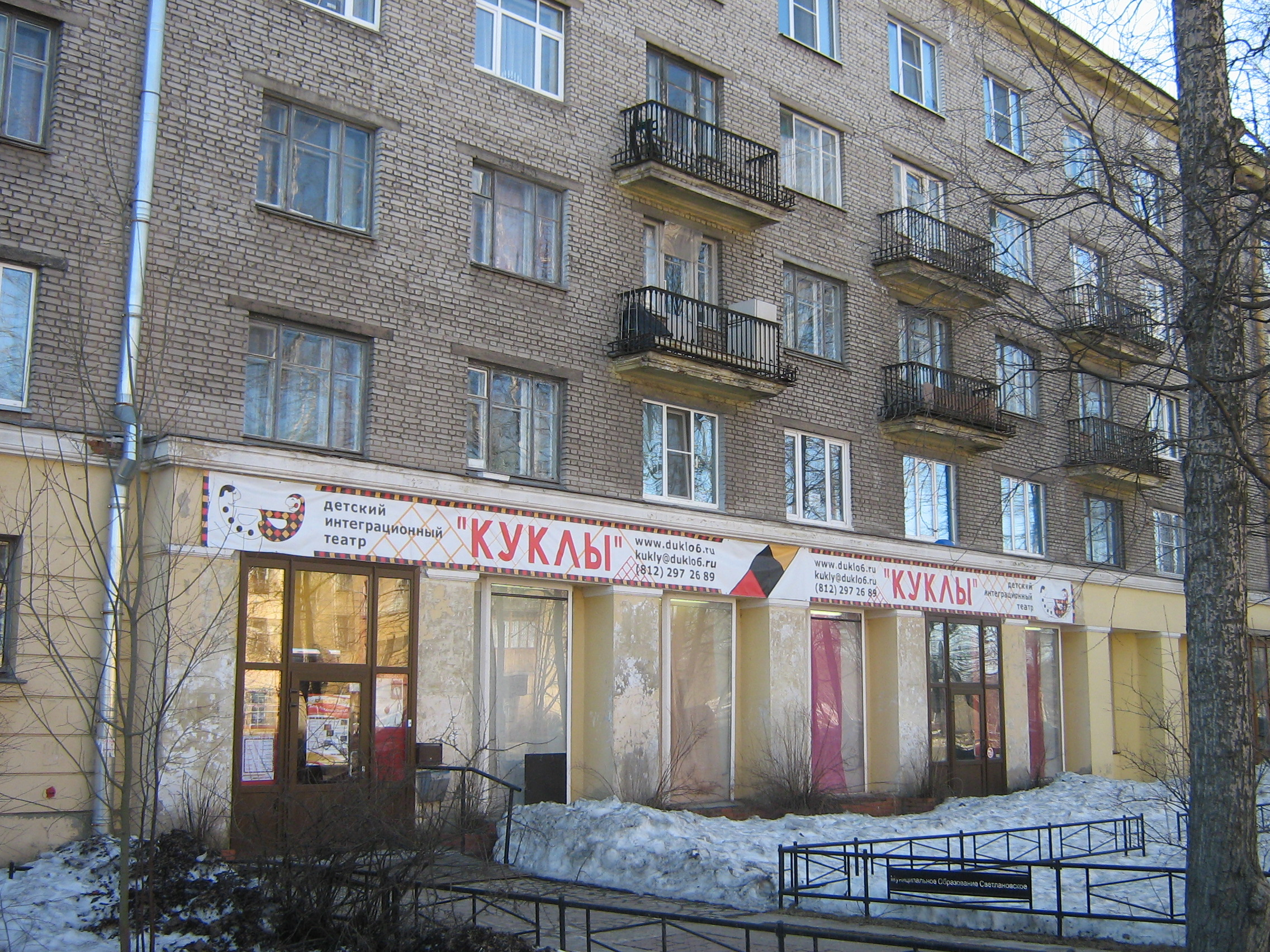
Театр «Куклы»

Формирование улицы происходило в начале 1910-х годов, когда ей было дано название Ольгинская улица в честь скончавшейся в эмиграции Ольги Серебряковой, дочери Владимира Ратькова-Рожнова, городского головы и сенатора, владевшего лесным массивом нынешнего парка «Сосновка». При разделе имущества в 1913 году ей досталась северная часть имения, примерно от нынешней Гданьской улицы.
11 марта 1975 года улица была переименована в честь французского политического деятеля, руководителя Французской компартии, сподвижника и фактического преемника Мориса Тореза — Жака Дюкло. На доме 47 по Светлановскому проспекту (на секции, выходящей на улицу Жака Дюкло) установлена памятная доска.
При переименовании[уточнить] в 1975 году была проведена перенумерация домов (смена чётной и нечётной стороны улицы), при этом часть улицы до Светлановского проспекта перешла на общегородскую схему нумерации «слева чётные дома», а часть за ним (рядом с мототреком) — использует нумерацию до 1975 года «слева нечётные дома» до сих пор (на 2012 год).
Топоним Ольгинская улица отразился в названии пруда, расположенного близ пересечения улицы Жака Дюкло со Светлановским проспектом. Пруд, образовавшийся на месте бывшего песчаного карьера и благоустроенный в 1970-х годах, называется Ольгинским прудом. В настоящее время берег Ольгинского пруда и прилегающий к пруду сквер — популярное место отдыха жителей района.

## Здания
- Дома 5 и 7 были построены в 1932—1934 годах для сотрудников Физико-технического института. Проект предусматривал отдельную котельную, общежитие для аспирантов, детский садик, прачечную, квартиры для научных сотрудников, помещения для дворников в подвалах. В физтеховских домах в разное время получили квартиры светила науки: Игорь Курчатов, Анатолий Александров, Лев Ландау, Лев Арцимович, Юлий Харитон, Николай Семенов, Жорес Алферов, Борис Константинов, Давид Каминкер. Здесь 2 года жил Булат Окуджава с женой. По воспоминаниям Владимира Константинова (сына Бориса Константинова), «По-видимому, уже в 1945 году дирекция института выделила отцу площадь в ведомственном доме на Ольгинской улице… Папа, мама, моя бабушка и трое мальчишек переехали в комнату в двухкомнатной квартире. Места было мало… Когда в квартиру перевезли вещи, для моей кровати места не нашлось, и мне пришлось спать, а днем играть на деревянном сундуке, который мне казался очень большим». В доме 12 по Ольгинской улице (ныне ул. Жака Дюкло, д. 5) жила сестра Льва Арцимовича актриса Вера Арцимович, вдова кинорежиссера В. Г. Лебедева-Шмидтгофа[2].

- Дом 6 — Детский интеграционный театр «Куклы» (с 5 апреля 2010 года)

## Транспорт
По улице проходят маршруты автобусов 9, 40, 69, 143 и троллейбуса 50. У перекрестка с Воронцовым переулком существует неиспользуемое троллейбусное кольцо.